# Carrollton (Kentucky)
Carrollton – miasto w Stanach Zjednoczonych, w stanie Kentucky, siedziba administracyjna hrabstwa Carroll.